# Mehmed Hafizovic
Mehmed Hafizovic, född 28 juni 1993, är en svensk fotbollsspelare (mittfältare) som spelar för Kubikenborgs IF. 

## Karriär
Hafizovic kom till Öster från Hudiksvalls FF, där han säsongen 2014 utsetts till seriens bäste mittfältare i division 2 Norrland.
I mars 2017 värvades Hafizovic av IFK Timrå. I februari 2018 förlängde han sitt kontrakt med ett år. Den 31 januari 2020 värvades Hafizovic av norska Steinkjer FK. I juli 2020 gick han till Stöde IF.
Inför säsongen 2022 gick Hafizovic till Älgarna-Härnösand IF.
Inför säsongen 2024 gick Hafizovic till Kubikenborgs IF i division 3.